# Nopalea dejecta
Nopalea dejecta är en kaktusväxtart som först beskrevs av Salm-dyck, och fick sitt nu gällande namn av Salm-dyck. Nopalea dejecta ingår i släktet Nopalea och familjen kaktusväxter. Inga underarter finns listade i Catalogue of Life.